# Senna domingensis
Senna domingensis är en ärtväxtart som först beskrevs av Spreng., och fick sitt nu gällande namn av Howard Samuel Irwin och Rupert Charles Barneby. Senna domingensis ingår i släktet sennor, och familjen ärtväxter. Inga underarter finns listade i Catalogue of Life.